# 縁故採用
縁故採用（えんこさいよう）とは、企業が求職者を雇用する際、その企業となんらかの縁故（コネ）があることを採用の条件とすること。コネ採用とも言う。

## 概要
古くから慣習的に行われている。良し悪しはともかくとして、世界各地で行われている。
種類
縁故採用で条件にされる縁故には、その企業や業界に影響力のある人物の紹介、その会社の現職社員やOB、あるいは取引先との縁戚関係などがある。

## 縁故の種類
縁故（コネ）には、次のような種類がある。
- 地元有力者（政治家、事業家、地主など）の紹介
- 祭[2]などの地域コミュニティ
- 会社の役員や現職社員やOB社員。（その子や甥っ子や兄弟などの採用。また役員や社員と同郷、同窓の人の採用。）
- 業界有力者や同じタレント事務所の紹介など
- 学者枠 - 企業・業界とつながりの深い学者（大学教授など）の紹介（その学者のゼミ生の採用。）

## 日本における縁故採用

### 民間企業の場合
日本の民間企業においても縁故採用は広く行われている。民間企業の縁故採用を禁じるような法律は無い。
民間企業では、誰を雇用し誰を雇用しないかということは、基本的には企業がその自由裁量で判断している。広く行われている。
「機会の平等に反する（不平等だ）」「不公正な慣習」などというイメージが強いものの、現状では民間企業が行う縁故採用に関して法律上の明確な規制などはない。良いか悪いかは立場により見方はさまざまだが、現実に広く行われている。
地方の地場産業では積極的に行なわれている。
一方、公平・公正の観点から現職役員・社員の親族の採用を禁止している企業も存在する。

#### メリットとデメリット
メリット
- 縁故採用された新社員は「コネ」つまり関係を取り持ってくれた人物への配慮から、就職後すぐに辞めてしまうことやいろいろな問題を起こすことが少ないだろうと期待できる。
- 昔の貴族や武士が互いの子を結婚させて縁故関係を強め勢力を強めたように、縁故関係が会社と会社の繋がりを強め、それは会社の強みとなりうる。
- 地方社会ではそもそも人と人の繋がり（人間関係）が強く、それを無視しては敵をつくることになり会社の未来に差し障りが生じるので、つまり縁故採用を拒否するほうがリスクが高いので、何であれ一定程度縁故採用をしておくほうが安全。また地方の会社が地元の縁故で採用を行うと若者が大都市に流出してしまう事態を回避できる。

デメリット
- 日本では縁故採用というと、企業の幹部や取引先に親族の就職の世話を頼まれ、仕方なく基準を満たさない人材を採用するというネガティブなイメージがつきまとう[5]。縁故採用には「不公正な慣習」というイメージがあるので、縁故採用を行っていることが過度に注目されると会社について「不公正な会社」というイメージが世間に広まってしまうことがある。それを考慮すると、ある程度「こっそり」と行う必要がある。
- どの会社でも毎年の採用枠（採用総数）は限られており、縁故枠の数の分、競争で入社する社員の数が減る。仮に縁故採用の人が優秀ではない人（劣った人）の場合でも、そして一般の競争で応募してきた候補者（求職者）で入社試験で優秀な成績を示した人が多数いても、劣った人を採用して代わりに優秀な人を不採用することになり、採用活動全体が俯瞰で見えている採用担当者にとっては、内心こころ苦しく、その理不尽さや不採用になった人の痛みを思うと自分の仕事が良いものなのか悪いものなのか悩む。

民間企業の縁故採用について報道された例
- 三井三池炭鉱では1955年（昭和30年）に三池労組が三井鉱山に対して、労働者が退職した際には必ずその子女を採用することを認めさせた。
- 岩波書店の公式ホームページで、2013年度採用の条件として「岩波書店著者の紹介状あるいは岩波書店社員の紹介があること」と記載された。縁故採用を公然と宣言する記述と見なされて物議を醸し、厚生労働大臣もこの表明を問題視して東京労働局が聞き取り調査を行った。なお、岩波書店の側は「選考のバリエーションのひとつ。『どうしても入りたい』という方は、（岩波書店から著書を出版している）ゼミの先生や、さらにその知人の先生にお願いするなど、方法はある。具体的な行動を起こしてもらえれば」とコメントしている[6]。

### 公務員職の場合
明確に禁止されている職種
公務員の場合は基本的には縁故採用がおおむね禁止されている。
- 地方自治法第169条・第198条の2の規定により、地方自治体の会計管理者（旧出納長・旧収入役）に首長、副首長、監査委員と親子、夫婦又は兄弟姉妹の関係にある者を起用すること、地方自治体の監査委員に首長、副首長、会計管理者（旧出納長・旧収入役）と親子、夫婦又は兄弟姉妹の関係にある者を起用することをそれぞれ禁止している。
- 国会議員秘書給与法第20条の2の規定により、国会議員公設秘書に当該国会議員の配偶者を起用することはできない。
- 国家公務員法第27条・第33条、地方公務員法第13条・第15条、外務公務員法第3条、裁判所職員臨時措置法の規定により、一般職公務員・外務職員・裁判所職員の採用について「社会的身分や門地」による差別を禁じて「能力の実証」等に基づいて行う旨の規定があるため、「社会的身分や門地」による差別によって「能力の実証」等に反して縁故採用することを禁止している。
- 自衛隊員の採用についても、自衛隊法第35条により「能力の実証」等に基づいて行う旨の規定があるため、「能力の実証」等に反して縁故採用することを禁止している。

過去にはこの趣旨に反して公務員の子弟を縁故採用したとして刑事事件に発展した例もある。
地方自治法第117条により、地方議会議員は「父母、祖父母、配偶者、子、孫若しくは兄弟姉妹の一身上に関する事件」について議事に参与することができない規定があるため、地方議会同意人事の議決に投票することができない。地方自治法第189条により、投票管理者、投票立会人、開票管理者、開票立会人、選挙長、選挙立会人、審査分会長、国民投票分会長の選任権限がある選挙管理委員会の委員に対し「父母、祖父母、配偶者、子、孫若しくは兄弟姉妹の一身上に関する事件」について議事に参与することができない規定があるため、選挙管理委員会委員は規制対象親族に関する投票管理者等の人事の議決に投票することができない。地方教育行政法第13条により、「学校その他の教育機関の職員の任免その他の人事に関すること」を権限として規定されている教育委員会の委員に対し「配偶者若しくは三親等以内の親族の一身上に関する事件」について議事に参与することができない規定があるため、教育委員は規制対象親族に関する教育機関職員の人事について投票することができない。ただし、これらの人事は議員や委員の親族が起用されること自体を禁止したものではなく、議会又は委員会の同意があれば対象の議員や委員は議会や委員会に出席して発言することは可能である。
特殊な職種
公務員の縁故採用について上記の規制がある一方で、2007年に郵政民営化される前の特定郵便局長については任用試験は殆ど公募されることがなく、事実上一部の関係者（主に局長の親族）しか知りえない構図だったため、縁故採用という指摘がなされてきた。

#### 公務員の事件例
- 地方首長が収賄をした上で縁故採用をしたとして逮捕された例として以下の事例がある。
  - 1979年 - 尾道市長汚職事件
  - 1983年 - 玉名市職員採用汚職事件
  - 1996年 - 甘木市職員採用汚職事件
  - 1998年 - 和歌山市職員採用汚職事件
  - 2001年 - 天理市職員採用汚職事件
  - 2002年 - 八代市職員採用汚職事件
  - 2005年 - 村山市職員採用汚職事件
  - 2006年 - 呉市職員採用汚職事件
  - 2017年 - 山梨市職員採用汚職事件

## 欧米における縁故採用
縁故採用は世界各地で行われている。

### 米国のリファラル採用
米国では社員の人脈から採用を行う社員リファラル制度（Employee Referral Program、ERP）を導入している企業も多い。

### 南欧のクリエンテリズモ
文化人類学の研究によると、イタリア（特に中南部）などでは被保護者（クライエント）が労働や選挙での支持などを保護者（パトロン）に提供し、保護者は経済的援助や就職の援助などを行うという人間関係のあり方がみられる。このような関係はクリエンテリズモと呼ばれ、文化人類学だけでなく社会学や政治学でも研究対象なっている。イタリアでは、従業員を採用するときはコネや姻戚関係が重要な役割になる。また、ギリシャでは、政権交代のたびに支持者を公務員にした（猟官制）。イタリアなどにみられるクリエンテリズモと呼ばれる人間関係は北欧や北米からは奇妙な文化と捉えられている。
クリエンテリズモにおける被保護者（クライエント）と保護者（パトロン）の関係は、個々の対面的な関係を基盤としており、互恵的関係ではあるが、上下のある不平等な関係でもある。

### 事例
- カリフォルニア大学バークレー校ハース・スクール・オブ・ビジネスのGuo Xuの論文によれば、1854年～1966年に実在した70の植民地及び456人の大英帝国の植民地総督を対象に、国務大臣と縁故関係の有る者と無い者との差を調べた結果、前者の給与が高いにも関わらず、総督の主要業務の一つである徴税において、前者の総督の方が、税収が4％減少し、インフラ投資などの公的支出も減っていたことが分かった。更には、税収の低下を正当化する為、輸入関税を免税とする条例をより高い確率で独自に公布していた。そして縁故関係の有る総督の方が、担当植民地内での暴動が大英帝国の新聞に掲載されたり、および担当植民地が大英帝国議会で悪い意味で話題となる確率が高くなることが判明した。加えて、君主が優れた総督に授与する賞を貰う確率も低いことが分っている。但し、1930年の制度改革により、総督を独立性を保った任命機関の監視下で選ばれるようになってからは、縁故関係の有無による違いが無くなっている[11][12]。